# Brian Tee
Pour les articles homonymes, voir Tee.
Brian Tee (ブライアン・ティー), parfois crédité sous le nom de Jae-bum Takata, né le 15 mars 1977 à Okinawa, en Ryūkyū, au Japon, est un acteur, producteur et scénariste américano-japonais.
Il descend d'une famille mi-japonaise mi-coréenne.
Il se fait connaître par le rôle de Takashi D.K., qu'il incarne dans le film d'action Fast and Furious: Tokyo Drift (2006). 
Mais c'est à la télévision qu'il occupe un premier rôle, depuis novembre 2015, en étant à l'affiche de la série télévisée de Dick Wolf, Chicago Med.
Il s'agit d'une série dérivée de Chicago Fire et de Chicago PD dans lesquelles l'acteur intervient aussi de manière récurrente.
Plus récemment, en 2025, il joue l'antagoniste principal d'Alan Ritchson dans la saison 3 de la série Reacher.

## Biographie

### Enfance
Jae-bum Takata est né le 15 mars 1977 à Okinawa, en Ryūkyū, au (Japon).

### Vie privée
Brian Tee est marié à l'actrice Mirelly Taylor. Brian Tee s'est présenté à la première du film Jurassic World, dans lequel il joue, au Théâtre The Dolby à Hollywood, le 9 juin 2015, avec sa femme enceinte. Mirelly Taylor a accouché le 10 août 2015 à Los Angeles d'une fille prénommée Madelyn Skyler Tee.

## Filmographie

### Cinéma

#### Courts métrages
- 2002 : Remember Pearl Harbor de James Takata : Sam
- 2008 : The Trade de Richard Choi : Mr. Cho
- 2010 : Domestic Disturbing de Gary Weeks (en) : Officier Poleson
- 2011 : The Historian Paradox de Deon Hayman : Avith Kang
- 2012 : ThePerfectSomeone.com de Gary Weeks (en) : Mike (également producteur et scénariste)

#### Longs métrages
- 2002 : Nous étions soldats de Randall Wallace : 1re Classe Jimmy Nakayama
- 2002 : Austin Powers dans Goldmember de Jay Roach : le piéton japonais
- 2004 : Starship Troopers 2 : Héros de la Fédération de Phil Tippett : Cpl. Thom Kobe (vidéofilm)
- 2005 : Braqueurs amateurs de Dean Parisot : Sushi Chef
- 2006 : All In de Nick Vallelonga : Rosenbloom Player 2
- 2006 : Fast and Furious: Tokyo Drift de Justin Lin : D.K.
- 2007 : Finishing the Game (en) de Justin Lin : Mac Chang
- 2009 : Deadland de Damon O'Steen : Jax (également producteur)
- 2010 : Chain Letter (en) de Deon Taylor (en) : Brian Yee
- 2013 : Wolverine : Le Combat de l'immortel de James Mangold : Noburo Mori[2]
- 2013 : Wedding Palace de Christine Yoo (en) : Jason (également producteur)
- 2014 : Roswell FM de Stephen Griffin : Dwayne Archimedes
- 2014 : No Tears for the Dead de Jeong-beom Lee : Chaoz
- 2015 : Jurassic World de Colin Trevorrow : Katashi Hamada[3],[4]
- 2016 : Ninja Turtles 2 de Dave Green : Shredder[5]
- 2017 : The Beautiful Ones de Jesse V. Johnson (en) : Casper
- 2025 : A House of Dynamite de Kathryn Bigelow

### Télévision

#### Séries télévisées
- 2000 : Le Caméléon : l'agent (1 épisode)
- 2000 : Invisible Man : Mallon (1 épisode)
- 2000 : Buffy contre les vampires : l'interne (1 épisode)
- 2001 : Associées pour la loi : DEA Agent (1 épisode)
- 2001 : La Loi du fugitif : l'invité (1 épisode)
- 2001 : Les Chroniques du mystère : Neo (1 épisode)
- 2002 : Flipside : Lance (1 épisode)
- 2003 : JAG : soldat nord-coréen (1 épisode)
- 2004 : Passions : le jeune asiatique (1 épisode)
- 2004 : Cracking Up : Frat Guy #1 (1 épisode)
- 2004 : Monk : Monk rencontre le parrain  (saison 3, épisode 5) : James Lu
- 2005 : FBI : Portés disparus : Kirk (1 épisode)
- 2005 : Wanted : Jin-Lee Park (1 épisode)
- 2005-2006 : Zoé : Kazu (3 épisodes)
- 2006 : The Unit : Commando d'élite : Rebel Leader (1 épisode)
- 2006 : Entourage : Fukijama's Bodyguard
- 2007 : Grey's Anatomy : Andy Meltzer (2 épisodes)
- 2008 : Jericho : Cheung (1 épisode)
- 2008-2009 : Crash : Eddie Choi[6] (13 épisodes)
- 2009 : Lie to Me : Han Yong-Dae (1 épisode)
- 2009 : Bones : Ken Nakamura (1 épisode)
- 2009 : Dark Blue : Unité infiltrée : Kang (1 épisode)
- 2009 : Les Experts : Denny Ocampo (1 épisode)
- 2010 : Sym-Bionic Titan : Mike Chan (voix, 1 épisode)
- 2011 : Red Shift : Logan (pilote non retenu, également producteur et scénariste)
- 2011 : The Problem Solverz (en) : Granite (1 épisode)
- 2011 : Burn Notice : Takeda (1 épisode)
- 2012 : Shake It Up : Mr. Itou (1 épisode)
- 2012-2013 : Grimm : Kimura (3 épisodes)
- 2013 : Beauty and the Beast : Lee Zhao (1 épisode)
- 2013 : Mortal Kombat: Legacy : Liu Kang (3 épisodes)
- 2013 : Hawaii 5-0 : Ryu Nabushi (2 épisodes)
- 2014 : The Lottery : Ziyou Chen (1 épisode)
- 2014 : Legends : Paul Chang (1 épisode)
- 2014 : Marvel Agents of S.H.I.E.L.D. : Mori Toshiro (1 épisode)
- 2015 : Baby Daddy : Tommy Kwan (1 épisode)
- 2015 : Zoo : Philip Weber (1 épisode)
- depuis 2015 : Chicago P.D. : Dr Ethan Choi (récurrent)
- depuis 2015 : Chicago Med : Dr Ethan Choi[7] (principal)
- depuis 2016 : Chicago Fire : Dr Ethan Choi (récurrent)
- 2018 : Lucifer : Ben Rogers (1 épisode)
- 2025 : Reacher : Julius Mc Cabe / Xavier Quinn (récurrent Saison 3)

#### Téléfilms
- 2004 : Un père pas comme les autres (en) (Tiger Cruise) de Duwayne Dunham : Chan
- 2013 : Anatomy of Violence de Mark Pellington : Bill Goddard
- 2014 : Gabrielle Douglas : une médaille d'or à 16 ans de Gregg Champion (en)[8] : Liang Chow
- 2014 : Objectif Noël (One Christmas Eve) de Jay Russell : Dr Chen
- 2015 : Rush Hour 4: Face/Off 2 de Pat Bishop : Choi
- 2015 : Love Is a Four-Letter Word de George Tillman Jr. : Adam

### Jeux vidéo
- 2008 : Saints Row 2 : Jyunichi (voix)

## Distinctions
Sauf indication contraire ou complémentaire, les informations mentionnées dans cette section proviennent de la base de données IMDb.

### Nominations
- Action on Film International Film Festival (en) 2009 : meilleur acteur dans un second rôle pour Deadland
- Maverick Movie Awards (en) 2009 :
  - meilleur acteur dans un second rôle pour Deadland
  - meilleure cascade pour Deadland, nomination partagée avec Gary Weeks
- Bare Bones International Film & Music Festival (en) 2011 : meilleur acteur pour Domestic Disturbing
- The Streamy Awards 2014 : meilleur acteur dans une série télévisée dramatique pour Mortal Kombat